# Masamitsu Kanemoto
Masamitsu Kanemoto (jap. 兼本 正光, Kanemoto Masamitsu; * 17. Oktober 1962 in der Präfektur Hyōgo) ist ein ehemaliger japanischer Fußballspieler.

## Karriere
Kanemoto erlernte das Fußballspielen in der Schulmannschaft der Mikage Technical High School. Seinen ersten Vertrag unterschrieb er 199 bei Kawasaki Steel (heute: Vissel Kōbe). 1996 wurde er mit dem Verein Vizemeister der Japan Football League und stieg in die J1 League auf. 1999 wechselte er zu den River Free Kickers (heute: Fagiano Okayama). Ende 2004 beendete er seine Karriere als Fußballspieler.